# The Fugitive (film 1916)
The Fugitive è un film muto del 1916 diretto da Frederick Sullivan.

## Trama
Quando Margery Carew e sua sorella Anna Prentice, rimasta vedova, trovano lavoro, James Gray, il socio giovane, si innamora di Margery mentre il suo capo, William Cleves, cerca di sedurre Anna. Lottando per sfuggire alle avances di William, Anna lo uccide. Margery, per proteggere il bambino di Anna, assume lei la colpa e fugge nell'Ovest. Lì si sposa e ricomincia una nuova vita.
Anni dopo, la polizia riesce a rintracciarla, ma Margery - pur se la sorella e il bambino sono morti in un incidente d'auto - rifiuta nuovamente di discolparsi dicendo la verità sull'omicidio. Alla fine, ancora innamorato di Margery, sarà James Gray - sapendo di non aver ancora molto tempo da vivere a causa di una grave malattia - che si confesserà autore del delitto compiuto da Anna. Discolpata, Margery può tornare a casa dal marito, finalmente libera.

## Produzione
Il film fu prodotto da Edwin Thanhouser per la Thanhouser Film Corporation.

## Distribuzione
Distribuito dalla Pathé Exchange (Gold Rooster Plays), il film uscì nelle sale cinematografiche statunitensi il 13 agosto 1916.